# بخش د لوبوس
بخش د لوبوس (به اسپانیایی: Partido de Lobos) یک منطقهٔ مسکونی در آرژانتین است که در استان بوئنوس آیرس واقع شده‌است. بخش د لوبوس ۱٬۷۲۵ کیلومتر مربع مساحت و ۳۳٬۱۴۱ نفر جمعیت دارد.